# Mallinella sadamotoi
Mallinella sadamotoi är en spindelart som först beskrevs av Ono och Akio Tanikawa 1990.  Mallinella sadamotoi ingår i släktet Mallinella och familjen Zodariidae. Inga underarter finns listade i Catalogue of Life.